# Alphons Rodriguez

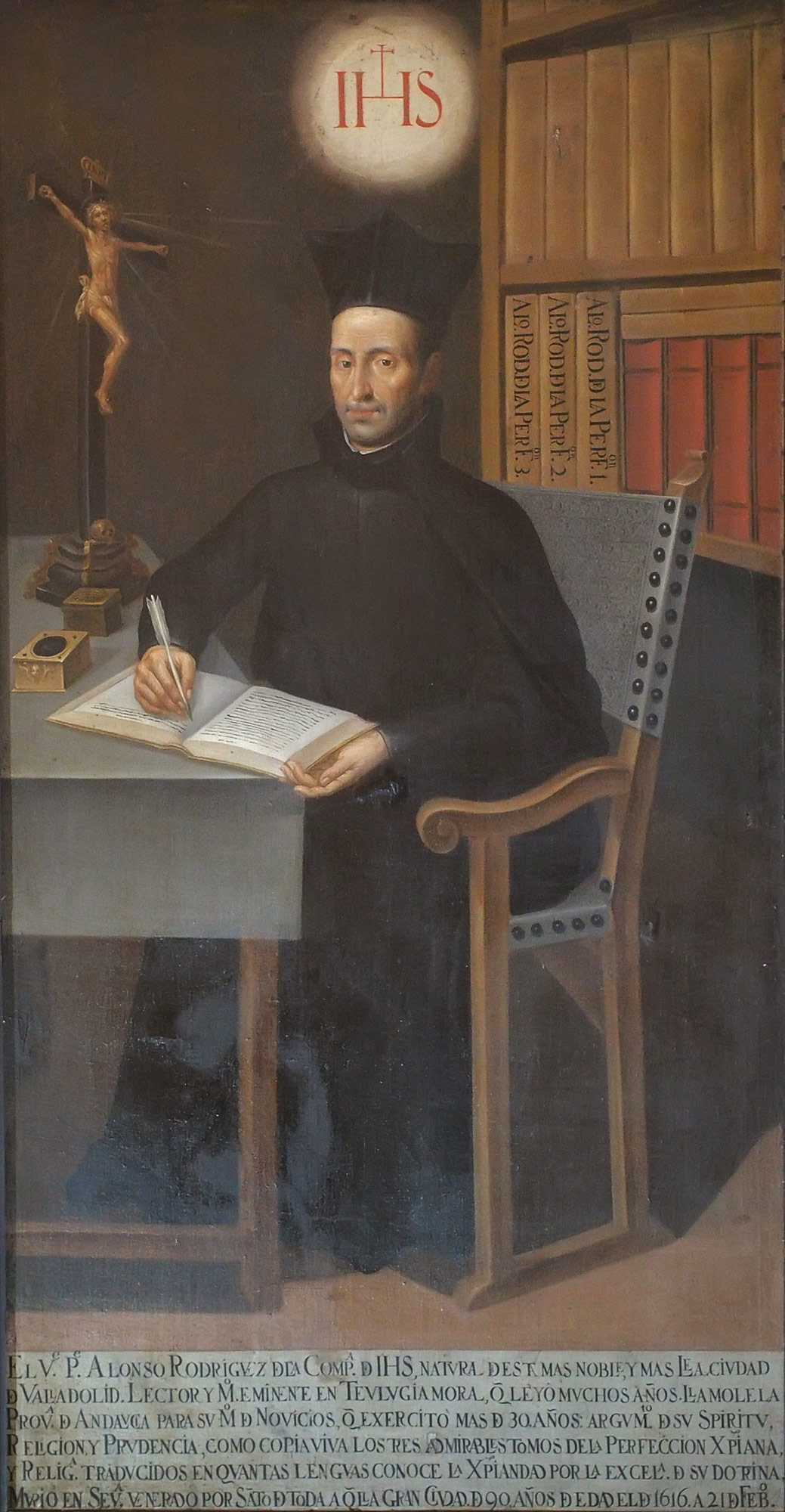

Alphons (Alonso) Rodríguez (* um 1526 in Valladolid, Spanien; † 21. Februar 1616 in Sevilla) war ein spanischer katholischer Priester, Jesuit, und asketischer Schriftsteller. Er wird manchmal mit dem heiligen Alphonsus Rodriguez (1532–1617), einem Laienbruder der Gesellschaft Jesu, verwechselt.

## Leben
Alonso Rodríguez studierte an der Universität Salamanca Philosophie, trat 1545 in die Gesellschaft Jesu ein und dozierte nach Vollendung seiner Studien und der Priesterweihe zwölf Jahre lang Moraltheologie im galicischen Monterrey. Während weiterer zwölf Jahre war er Novizenmeister und stand in den siebzehn folgenden Jahren als Rektor den Kollegien von Monterrey und Montilla vor. Dann war er elf Jahre Spiritual in Córdoba und verbrachte seine letzten Lebensjahre in Sevilla, wo er im hohen Alter im Ruf der Heiligkeit verstarb.

## Werk
Sein dreibändiges Werk „Übung der christlichen Vollkommenheit und Tugend“ (spanischer Originaltitel: Ejercicio de perfección y virtudes cristianas) wurde 1609 zum ersten Mal veröffentlicht und hierauf in zahlreiche Sprachen (die erste deutsche Ausgabe erschien in Köln 1623) übersetzt; bis in die Gegenwart erscheinen immer wieder neue Auflagen.
- Übung der christlichen Vollkommenheit. 3. Auflage. Band 1. Kirchheim, Mainz 1860, OCLC 175131456 (google.de – spanisch: Ejercicio de perfección y virtudes cristianas. 1609. Übersetzt von Christoph Kleyboldt, Erstausgabe:  1854).
- Übung der christlichen Vollkommenheit. 3. Auflage. Band 2. Kirchheim, Mainz 1860, OCLC 175131460 (google.de).
- Übung der christlichen Vollkommenheit. 3. Auflage. Band 3. Kirchheim, Mainz 1860, OCLC 175131464 (google.de).